# Catedral Diocesana de Toledo
A Catedral Diocesana de Toledo - Cristo Rei é um templo religioso católico do município brasileiro de Toledo, no estado do Paraná, onde se encontra a cátedra da Diocese de Toledo.
Construído em arquitetura brutalista, foi inaugurado em 1985.

## Histórico

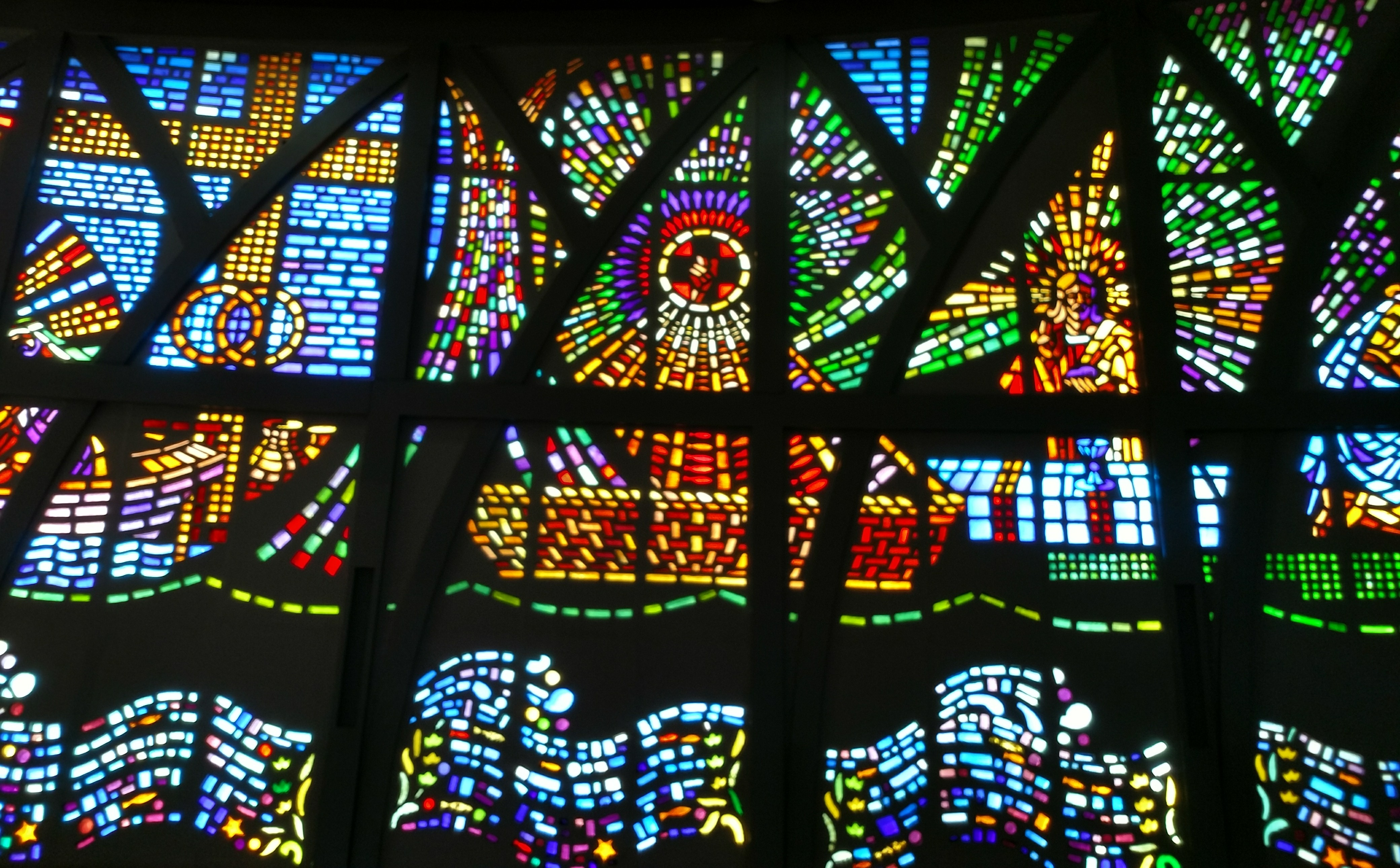
Vitrais

A primeira igreja católica de Toledo foi construída em madeira, logo após a emancipação do município. Em 1959, com a instalação da Diocese, foi elevada à condição de Catedral Diocesana. Em 1964 houve a transferência para um novo prédio, construído no coração da cidade, em alvenaria e madeira, mas que por apresentar problemas estruturais acabou demolido para ceder lugar ao espaço atual.
Projetada por Emílio Benvenuto Zanon, com uma concepção moderna, o templo se tornou um marco monumental da cidade, mantendo tradições como os sinos e os vitrais.

## Construção
Os trabalhos levaram cerca de dez anos e consumiram 150 toneladas de ferro, 2 400 m³ de pedra e 23 mil sacos de cimento.
Sua inauguração e dedicação ocorreu em 1 de setembro de 1985, coincidindo com a celebração do Jubileu de Prata da Diocese de Toledo.

## Detalhes
Seu estilo é brutalista, onde o concreto armado dá a tônica principal, harmonizado por vitrais. Conta com um conjunto dividido em três partes: Nave Central; Capela do Santíssimo e Cripta.

### Nave Central

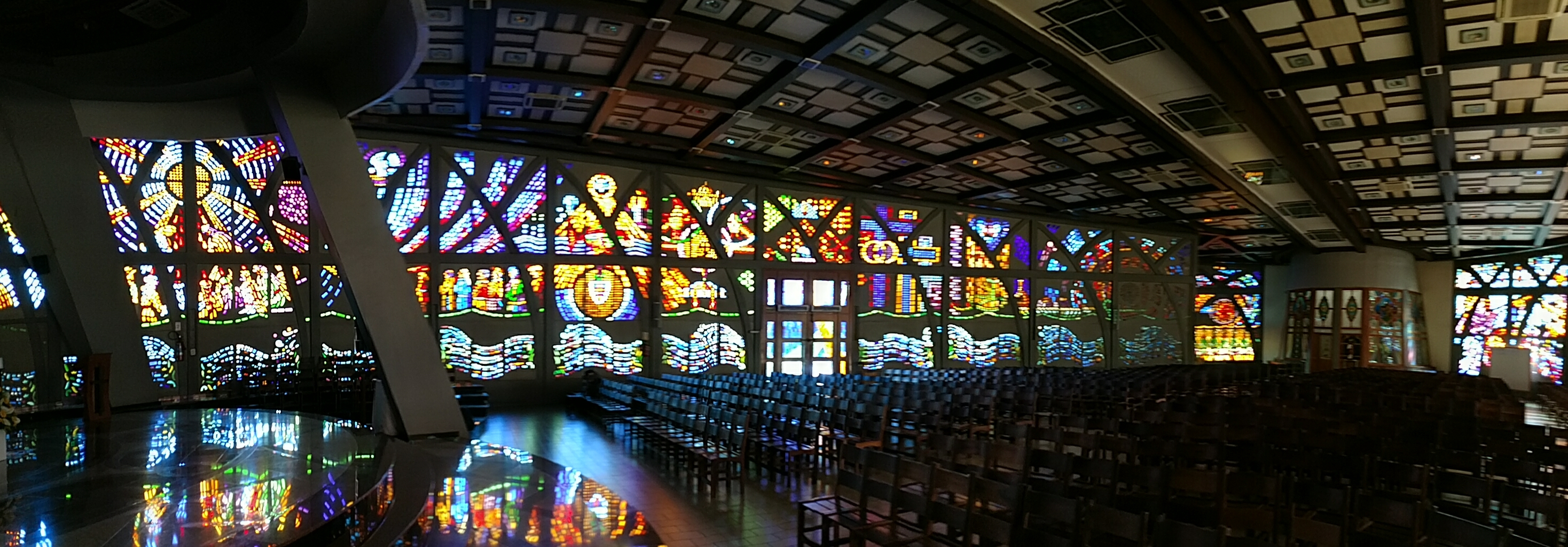
Nave principal

Parte principal da obra, composta também por uma torre em espiral, que tem como sua base o altar, que ao "se elevar ao infinito", representa a busca do homem ao "oásis de Deus". 
Os vitrais trabalhados no concreto que contornam o espaço contam fatos históricos da Bíblia e a passagem de Cristo sobre a Terra. No altar encontra-se talhado em madeira a obra "Cristo rompendo a Cruz", de autoria de Godofredo Thaler. No lado oposto ao presbitério, a pequena torre abriga o confessionário.

### Capela do Santíssimo
Encontra-se atrás do altar. O local serve para meditação e orações. No pequeno altar, o sacrário lembra que Cristo quer continuar presente entre o povo.

### Cripta
Sob a Capela do Santíssimo, o ossário e as urnas trabalham na dinâmica da espiral. O espaço é conhecido também como "Capela da Ressurreição." 